# Герб Северной Осетии
Ге́рб Респу́блики Се́верная Осе́тия — Ала́ния (осет. Республикæ Цæгат Ирыстон — Аланийы герб) — наряду с флагом и гимном один из государственных символов Республики Северная Осетия — Алания. Принят Парламентом Республики 24 ноября 1994 года. Автор рисунка герба — Мурат Джигкаев. На основе данного герба создан государственный герб Республики Южная Осетия, принятый в 1998 году.

## Описание и обоснование символики
Согласно Закону о Государственном гербе Республики Северная Осетия — Алания:

…Статья 2. Государственный герб Республики Северная Осетия — Алания связан с геральдическим знаком эпохи общественного государственного единства, и представляет собой круглый геральдический щит в червлёном (красном) поле на золотой земле идущий золотой с чёрными пятнами барс; позади него семь серебряных гор (одна, три и три).
В цветном изображении Государственного герба Республики Северная Осетия — Алания щит червлёный (красный), барс — золотой с чёрными пятнами, земля — золотая, горы — серебряные.

Согласно официальному толкованию, кавказский барс на фоне гор — историческая эмблема Осетии, которая в средние века являлась гербом осетинского государства. Круглая («восточная») форма щита является традиционной для Осетии. Червлёное поле щита олицетворяет право, силу, мужество. Золотой цвет символизирует верховенство, величие и уважение. Золотой барс — исторический символ осетинской государственности и твёрдой власти. Серебряные горы — символ Мировой Горы с восемью вершинами (древнейшая модель мира у предков осетин и других индоевропейских народов). Одна вершина на верхнем уровне — божественный абсолют, верховная власть, три вершины на среднем уровне — мир людей, три социальных функции индоевропейцев, четыре вершины на нижнем уровне — стороны света, географические пределы страны. Серебряный цвет означает чистоту, мудрость, радость.

## История

### Терская область
В период Российской империи территория нынешней Северной Осетии входила в состав Терской области. Герб области, утверждённый 15 марта 1873 года имел следующее геральдическое описание: «В чёрном щите золотой императорский штандарт в правую перевязь, поверх всего серебряная волнистая левая перевязь. На щите „древняя царская“ корона, вокруг щита — дубовый венок, перевитый александровской лентой».

### Северо-Осетинская АССР
После упразднения Терской области, 5 декабря 1936 года была образована Северо-Осетинская АССР (СОАССР). Согласно Конституции СОАССР (в редакции 1940 года) описание официального символа республики гласило:
Государственным гербом Северо-Осетинской Автономной Советской Социалистической Республики является государственный герб РСФСР, который состоит из изображения золотых серпа и молота, помещённых крест на крест, рукоятками книзу, на красном фоне в лучах солнца и в обрамлении колосьев, с надписью «РСФСР» и «Пролетарии всех стран, соединяйтесь!» на русском и осетинском языках, (РСФСР / УСФСР) (ÆППÆТ БÆСТÆТЫ ПРОЛЕТАРТÆ БАИУ УТ!) с добавлением под надписью «РСФСР» буквами меньшего размера надписи «Северо-Осетинская АССР» на русском и осетинском языках. (ЦÆГАТ-ИРЫСТОНЫ АССР)(статья 111).
В 1978 году в герб была добавлена пятиконечная красная звезда с золотой каймой, помещавшаяся над щитом.

### Современный герб
24 ноября 1994 года Парламентом был утверждён и принят Закон № 521 о гербе республики. Эскиз государственной символики исполнил Мурат Джигкаев. Прообразом герба является рисунок «Знамя Осетии», созданный Вахушти Багратиони в 1735 году: на красном полотнище изображён переднеазиатский леопард (кавказский барс) на фоне голубых гор. Отождествление рисунка со снежным барсом (ирбисом) считается ошибочным, поскольку Кавказ не является ареалом обитания данного хищника, однако переднеазиатский леопард может быть очень похожим на него внешне (в зависимости от окраски).

## Галерея

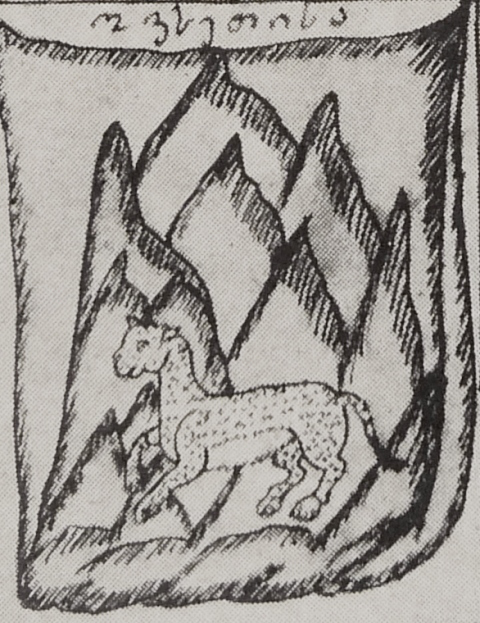
«Знамя Осетии» с карты Вахушти Багратиони (1735)
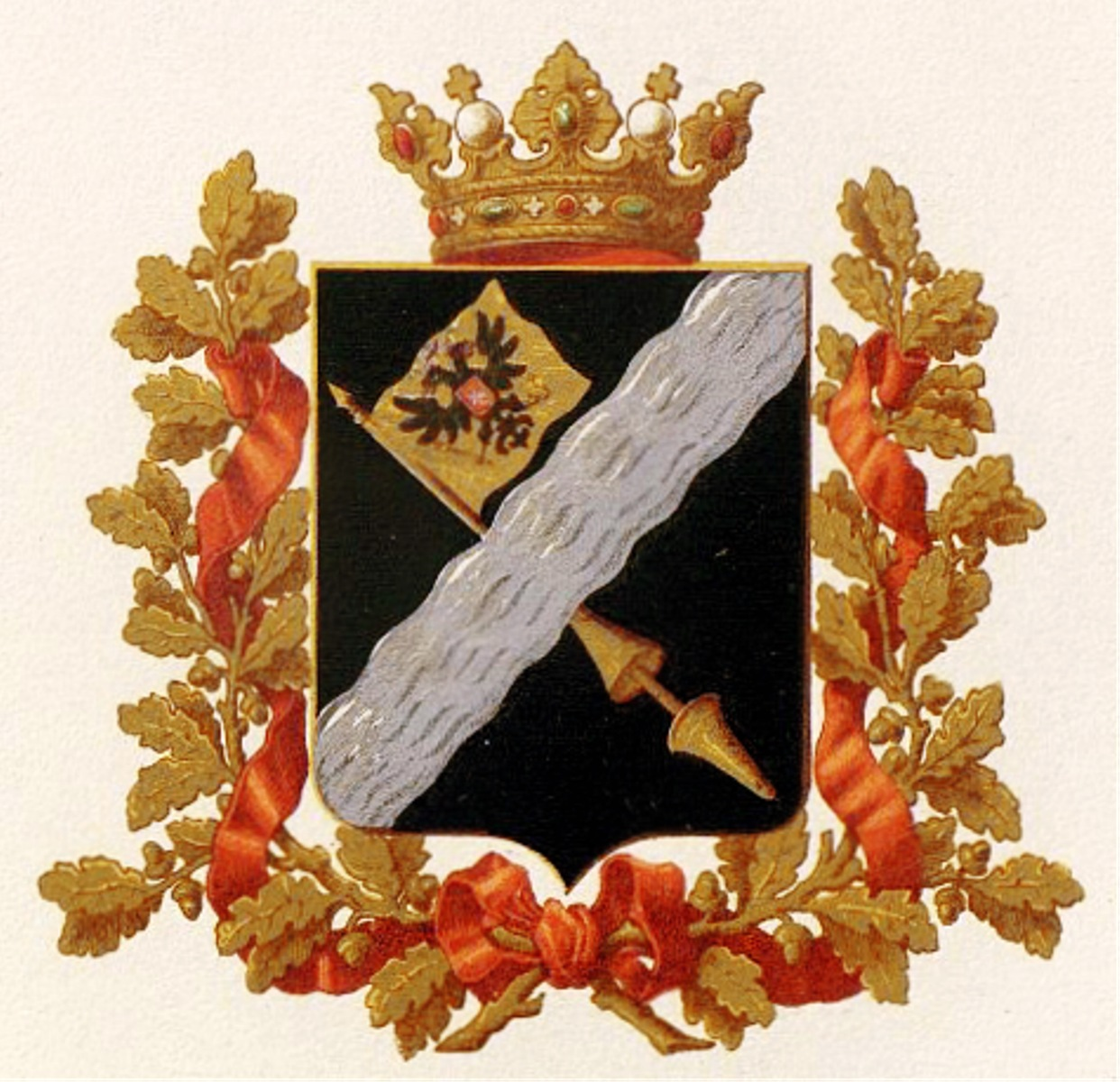
Герб Терской области (1860–1920), куда входила территория Северной Осетии
Герб СО АССР (1940–1978)
Герб СО АССР (1978–1991)